# Crise
Crise (in greco antico: Χρύσης?, Chrýsēs) è un personaggio della mitologia greca, sacerdote di Apollo.

## Genealogia
Secondo Eustazio di Tessalonica, il padre di Crise fu Ardi (Ardys). Crise è il padre di Criseide (presumibilmente sono originari della città di Crisa), ed è fratello di Brise, a sua volta padre di Briseide.

## Mitologia
Sacerdote troiano del dio Apollo, all'inizio del libro dell'Iliade giunge presso le navi degli Achei che hanno rapito sua figlia Criseide per chiederne la restituzione «con molto prezzo».
Rivoltosi agli Atridi Agamennone e Menelao, riceve dal primo un adirato rifiuto alla sua richiesta di riscatto; di conseguenza, allontanatosi, invoca la vendetta di Apollo, il quale, infuriato per il sacrilegio, con una pestilenza fa strage di guerrieri achei dopo aver ucciso una grande quantità di «giumenti e presti veltri».